# 京都府道616号笠松公園線
京都府道616号笠松公園線（きょうとふどう616ごう かさまつこうえんせん）は、京都府宮津市を通る一般府道である。

## 概要
宮津市字成相寺から宮津市字大垣に至る。
天橋立北側の山上にある路線で、沿線には股のぞきで著名な傘松公園があるが、本路線名の笠松公園とは別地点にある別の公園である。
なお、本路線以外も含め、成相寺から傘松公園にかけてはバス専用道路となっており、歩行者以外の一般車両の通行は禁止されている。また、傘松公園から麓の天橋立ケーブルカー 府中駅付近までは登山道となっているため、一般自動車の通行は天橋立ケーブルカー 府中駅付近から終点に限られる。

### 路線データ
- 起点：宮津市字成相寺（成相寺前）
- 終点：宮津市字大垣（国道178号交点）
- 総延長：1.6607 km[1]

## 地理

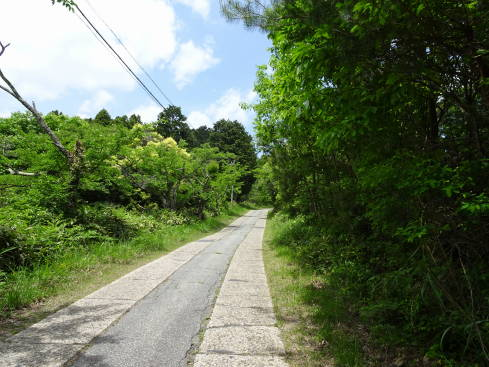
バス専用道路

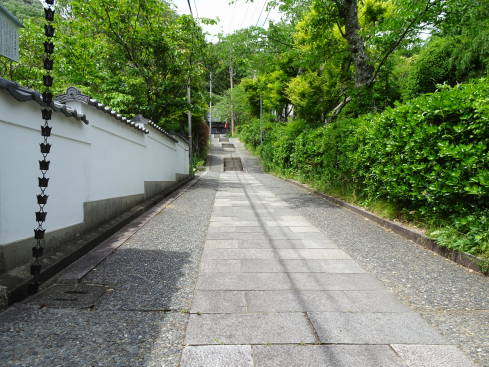
大谷寺周辺

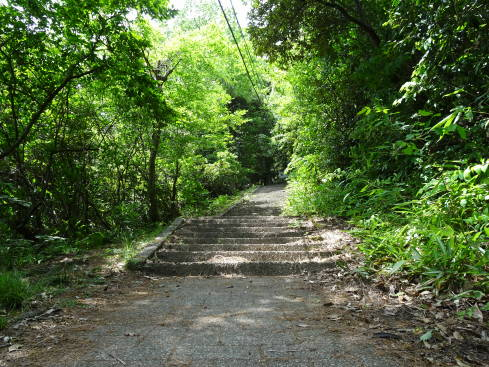
大谷寺から傘松公園までの階段

### 通過する自治体
- 京都府
  - 宮津市

### 交差する道路
| 交差する道路             | 交差する場所 | 交差する場所 |
| ------------------------ | ------------ | ------------ |
| 国道178号 国道482号 重複 | 字大垣       | 終点         |

### 沿線
自然
- 阿蘇海

鉄道
- 天橋立ケーブルカー
  - 傘松駅 - 府中駅

神社・仏閣
- 成相寺
- 大谷寺
- 籠神社（元伊勢神社）

余暇・観光
- 笠松公園
- 傘松公園（股のぞき）

教育
- 宮津市立府中小学校